# Salute
Cet article concerne le film par John Ford et David Butler. Pour la basilique de Venise, voir Basilique Santa Maria della Salute de Venise.
Pour plus de détails, voir Fiche technique et Distribution.
Salute est un film américain réalisé par John Ford et David Butler, sorti en 1929, sur la rivalité en football dans un tournoi universitaire.

## Synopsis
Deux équipes de football de l'US Navy s'affrontent sur le terrain.

## Fiche technique
- Photographie : Joseph H. August
- Costumes : Sophie Wachner
- Montage : Alex Troffey
- Production : John Ford
- Société de production : 20th Century Fox
- Format : Noir et blanc - Mono - 35 mm.

## Distribution
- George O'Brien : Cadet John Randall
- Helen Chandler : Nancy Wayne
- William Janney (en) : Midshipman Paul Randall
- Stepin Fetchit : Smoke Screen
- Frank Albertson : Brian Midshipman Albert Edward Price
- Ward Bond : Midshipman Harold
- Joyce Compton : Marian Wilson
- John Wayne : (non crédité) Midshipman Bill.

## Autour du film
- John Wayne fait une courte apparition.
- Le film fut en partie tourné à l'Annapolis Naval Academy.
- Le personnage comique interprété par Stepin Fetchit était courant à l'époque mais serait aujourd'hui considéré comme un stéréotype raciste et dégradant.